# Banariés
Banariés es una localidad aragonesa perteneciente al municipio de Huesca, en la Hoya de Huesca-Plana de Uesca, Aragón. El pueblo está situado a una distancia aproximada de 4 km al oeste de Huesca capital.

## Geografía
Está  situado a 460 m de altitud. Su población a 1 de enero de 2020 es de 47 habitantes. Se puede llegar a Banariés a través de la carretera HU-V-5231 conocida popularmente como "carretera de Huerrios".

## Historia
El nombre del pueblo, terminado con el sufijo -iés, presente en otros pueblos aragoneses, denota una existencia previa a la llegada de los romanos, el origen sea probablemente antroponímico. Conquistado a la vez que la ciudad de Huesca a finales del siglo XI se sabe que su población era musulmana, en el fogaje de 1495 queda registrado que en Banariés había 10 fuegos, es decir unos 80 habitantes aproximadamente, de los cuales el 100% eran mudéjares.
Cuando los moriscos son expulsados del reino de Aragón en 1610, de Banariés-Huerrios salen 25 personas por el puerto de Los Alfaques.
En el Diccionario geográfico-estadístico-histórico de España y sus posesiones de Ultramar publicado por Pascual Madoz entre 1845 y 1850, Banariés sale referenciado como un municipio de 100 habitantes produciendo "trigo, cebada, ordio, maíz, lino, cáñamo, legumbres, vino; siendo las mayores cosechas de trigo y vino". En el Nomenclátor de los Pueblos de España del año 1857 el municipio contaba con 121 habitantes. 
Durante la guerra civil Banariés estuvo bajo control republicano, formando parte del cerco al que estaba sometida la ciudad de Huesca hasta que, tras la ofensiva de Huesca (12-19 de junio de 1937) quedó definitivamente en manos del bando sublevado. Al tener un grado de destrucción superior al 75% la Dirección General de Regiones Devastadas y Reparaciones (DGRDR, dependiente del Ministerio de la Gobernación, se hizo cargo de su reconstrucción, Banariés, junto con otras localidades, fue "adoptada por el Caudillo Franco" se reconstruyó la iglesia advocada a San Andrés, se construyó un edificio consistorial de nueva planta, el grupo escolar y cuatro viviendas de labrador. Se incorpora al ayuntamiento de Huesca en 1970 por el Decreto 437/70, de 29 de enero (BOE N.º 47, de 24 de febrero).

## Geografía humana

### Demografía
| Gráfica de evolución demográfica de Banaries entre 1842 y 1960 |
| |
| Población de derecho según los censos de población del INE Población de hecho según los censos de población del INEEntre el censo de 1857 y el anterior, crece el término del municipio porque incorpora a 225124 (Huerrios) Entre el censo de 1970 y el anterior, este municipio desaparece porque se integra en el municipio 22125 (Huesca) |

## Lugares de interés
En las cercanías se encuentra la ermita de Loreto, una ermite de 3 naves de estilo renacentista restaurada. También cerca de ella se puede ir a la alberca de Loreto, donde en primavera y otoño-invierno se pueden observar  colonias de aves. En el monte cercano poblado por encinas se encuentran restos de las trincheras de la guerra civil.